# 荣军院
荣誉军人院（法語：L'hôtel des Invalides），简称荣军院（Les Invalidess；或譯為傷兵院），是位於法國巴黎第七區的建築群，也是巴黎代表性的古蹟之一。始建於1670年，由當時法王路易十四下令建造，是一家用來接待及治療退伍軍人及抗戰後殘疾軍人的醫院。1861年，拿破崙·波拿巴的陵墓遷葬於榮軍院為其建造的陵墓內，此後每天吸引大量遊客，拿破崙棺槨位於一樓中，遊客自二樓環形走廊朝一樓瞻仰，這裏另有一些拿破崙其他親屬和將軍的陵墓。
榮軍院中還有法蘭西軍事博物館，是法國第五大吸引最多觀眾的歷史博物館，2016年的參觀人數達120多萬人次。巴黎軍事博物館館藏逾50萬件，收藏世界上珍貴的軍事藝術收藏品，豐富的館藏涵蓋中世紀至當代，包括歷代法國國王的盔甲和武器、寶劍、戰炮、軍服、畫作、攝影作品以及法國重要歷史人物的個人物品，如法王弗朗索瓦一世、蒂雷納子爵、戴高樂將軍等。榮軍院從退役軍人、傷殘士兵的居所及醫院，演變為現今世界的軍事博物館和文化活動的舉行地；從建立伊始的皇家機構，經法國大革命洗禮，如今已成為軍事及文化的公共機構。2024年巴黎奥运会的射箭比赛場地、马拉松比赛终点、公路自行车计时赛起点都位于此。

## 榮軍院的興建

Pierre Dulin, Louvois(中間) 向手持手杖的路易十四介紹榮軍院的設計圖，榮軍院建築設計師利貝拉爾·布呂昂以及朱尔·阿杜安-芒萨尔於畫左側。右側為一群傷殘年老士兵，由榮譽化身的女神帶領。版權©Paris, musée de l'Armée

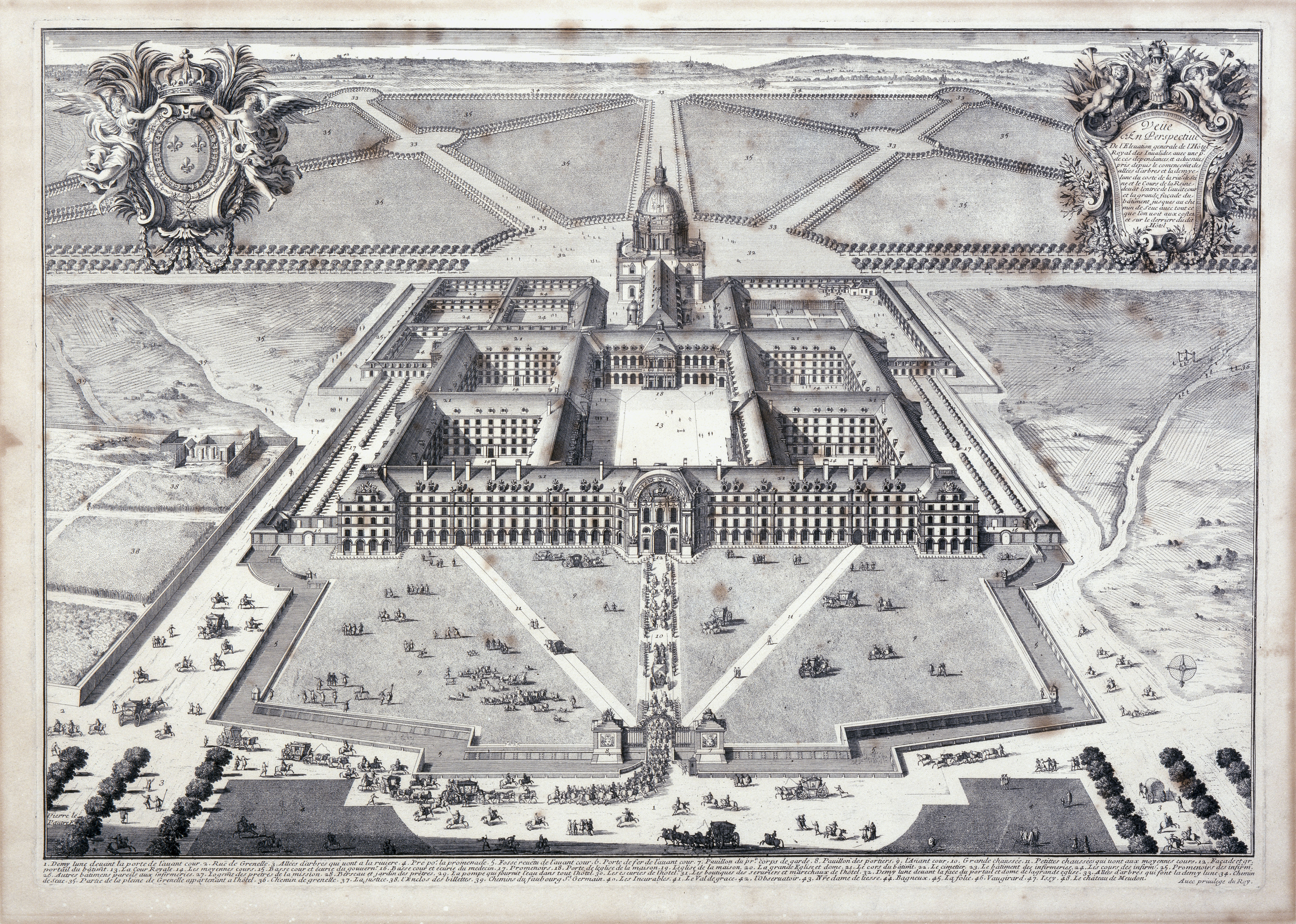
Pierre Lepautre 皇家榮軍院全景圖，約1680年繪制。版權Paris, musée de l'Armée

榮軍院由法國“太陽王”路易十四(1638-1715)下令興建，他也是一手把凡爾賽宫變成舉世知名的宮殿的國王。儘管凡賽爾宮聲名遠播，路易十四在遺囑中寫道：“在所有我統治期間所興建的建築，沒有一所能及皇家榮軍院對國家更重要。”
榮軍院的建立是為了安置士兵。事實上，在路易十四之前，因年老無法繼續服役，或因參與作戰而受傷或生病的士兵境遇悲慘。由於沒有經濟來源，他們只能淪為乞丐或遊民。有的士兵由修道院收留，但士兵們難以適應僧侶長期寂靜及禱告的生活。
在亨利四世及路易十三時代曾設立收留照顧退役老兵的機構，但都沒有持續很長時間。
直到了路易十四時代，他希望可以改善士兵的生活。一方面彰顯天主教的慈善精神，一方面為了讓從軍更有吸引力，以招募更多士兵。他在1670年下令，興建一座機構以收留及照顧士兵，並提供財政上的支援。
榮軍院的工程，始於1671年，1706年完工，持續了三十年。最初，工程進度驚人，施工三年後即1674年，第一批的士兵就入住榮軍院。整個榮軍院，除了皇家教堂，即今天的圓頂教堂以及醫務室，全部竣工。
1676年春，路易十四的國防大臣盧福瓦侯爵（Louvois）委任建築師朱尔·阿杜安-芒萨尔，取代原榮軍院建築師利貝拉爾·布呂昂，主要興建榮軍院內皇家教堂。

## 榮軍院-法蘭西軍事博物館

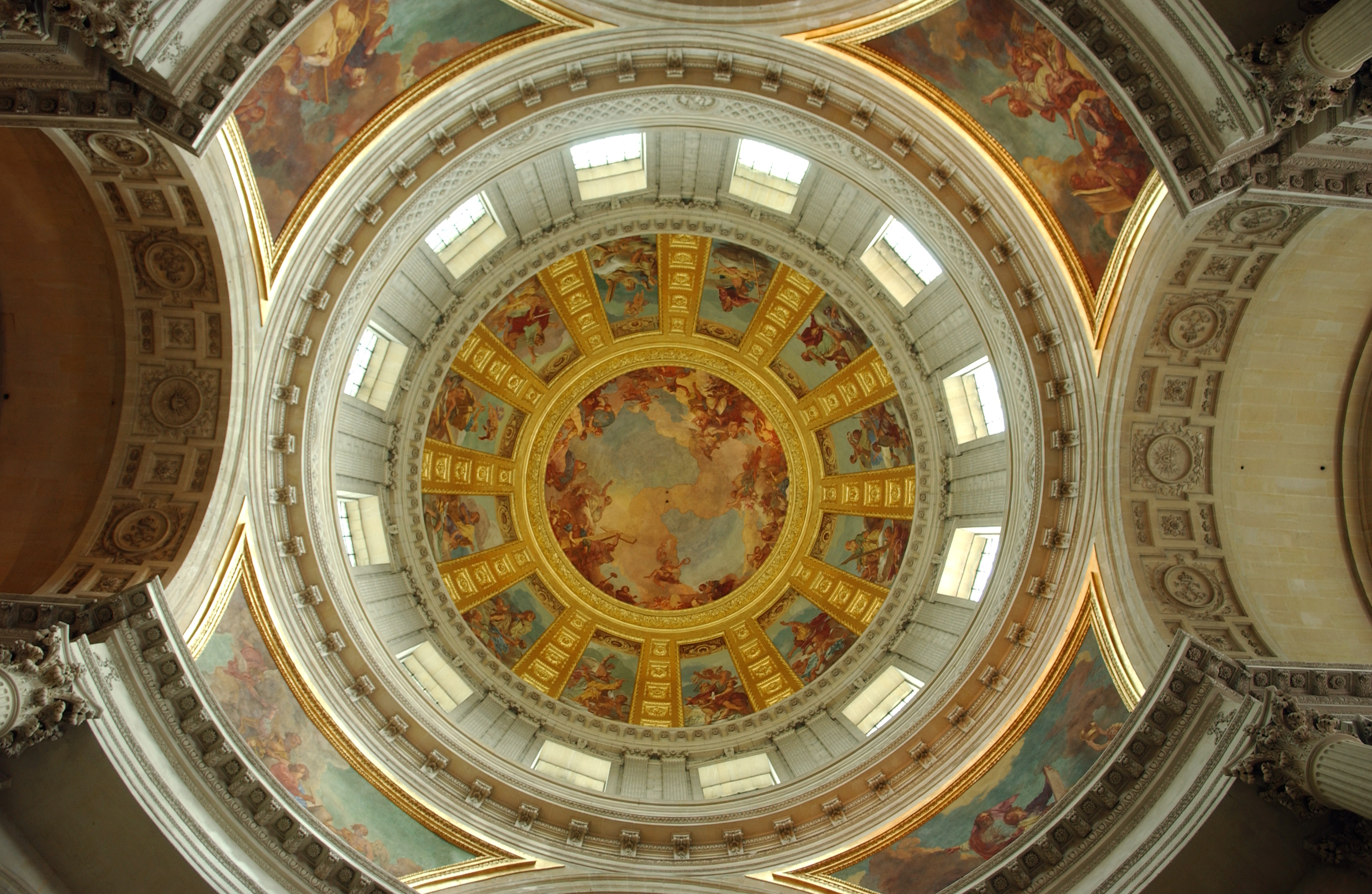
拿破仑一世陵墓-圆顶教堂的天頂壁畫©Paris, musée de l'Armée

### 聖路易教堂-圓頂教堂 – 拿破崙一世陵墓
1676 年，法王路易十四的國防大臣 盧福瓦侯爵委任 建築師朱尔·阿杜安-芒萨尔在榮軍院內建造一座教堂。為了讓國王以及他的士兵能同時、同場出席彌撒，但從不同入口進入教堂，建築師孟薩爾設計了一座皇家教堂“ 圓頂教堂” 及一家軍人教堂“ 聖路易教堂” ，在建築師匠心設計下，兩座教堂融為一體，又相互獨立。
19 世紀，圓頂教堂內修築拿破崙陵墓，陵墓建成後，一道玻璃幕門架設在兩座教堂中，把兩座教堂分隔開來。今天在圓頂教堂內，除了拿破崙一世的遺骸，其兒子(小名“小鷹” )、拿破崙的兄弟們約瑟夫、杰羅姆、以及蒂朗、沃邦、福克和利奧泰等著名軍事人物也安息在此。拿破崙陵墓所在的圓頂教堂，其金色的穹頂高達110米，在過去很長一段時間是巴黎的最高建築。

### 榮譽庭院
榮軍院北側，有一座簡潔、莊嚴的庭院，名為榮譽庭院。四面拱門後的長廊擺放著70 座精美的銅鑄古典戰炮。榮譽庭院是舉行各種軍事儀式的重要場地，如接待外國國家元首、將領退役，殉職士兵的葬禮等。榮譽庭院簡潔、莊嚴的長廊，展出了 70 件精美的銅鑄古典戰炮。您可以近距離欣賞這些戰炮，並了解其功能、象徵，鑄造的年代以及法國歷史上著名的鑄炮匠，展現了兩百年來法國的戰炮史。 

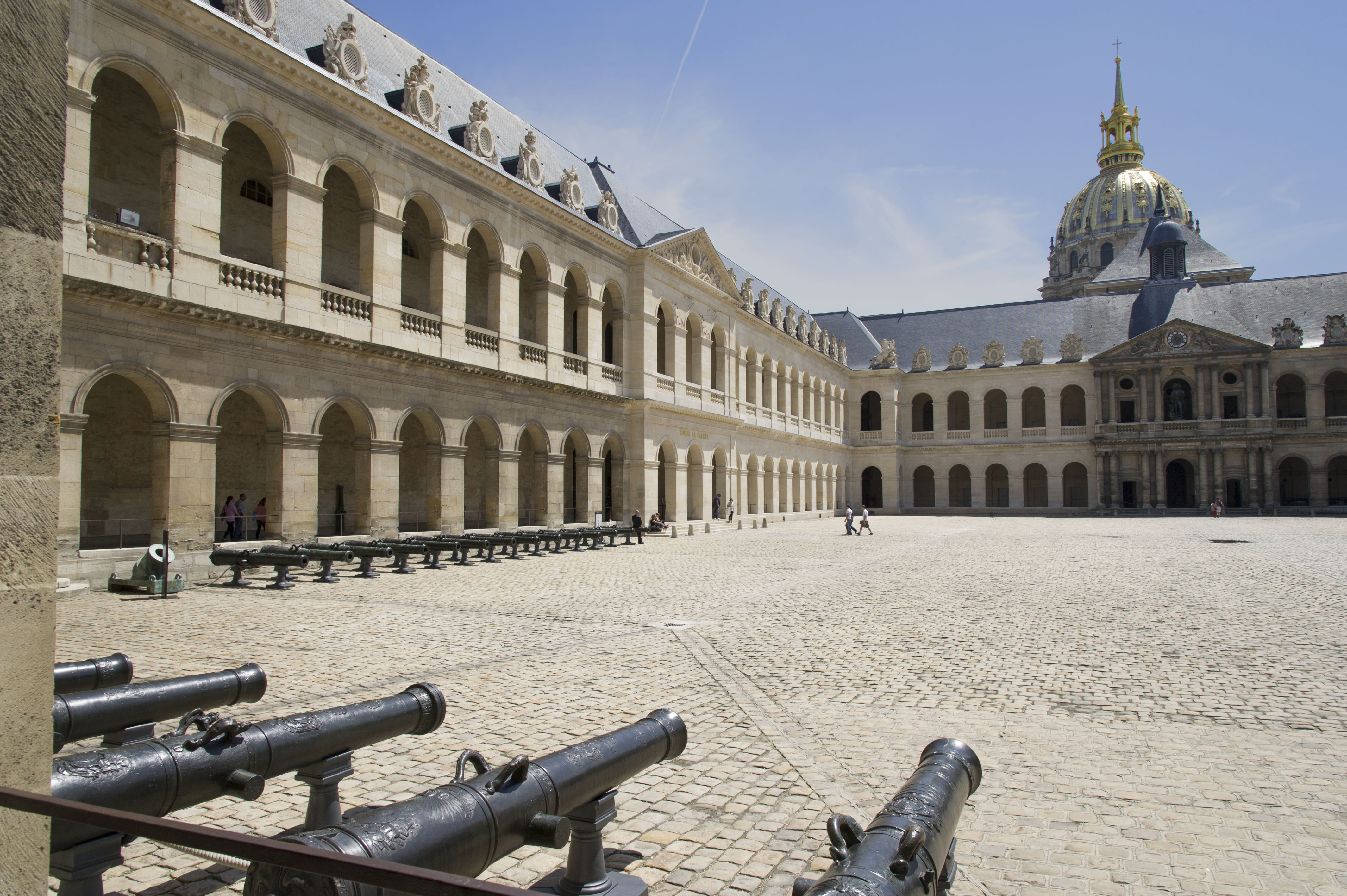
荣誉庭院©Paris, musée de l'Armée.jpg

## 導覽服務

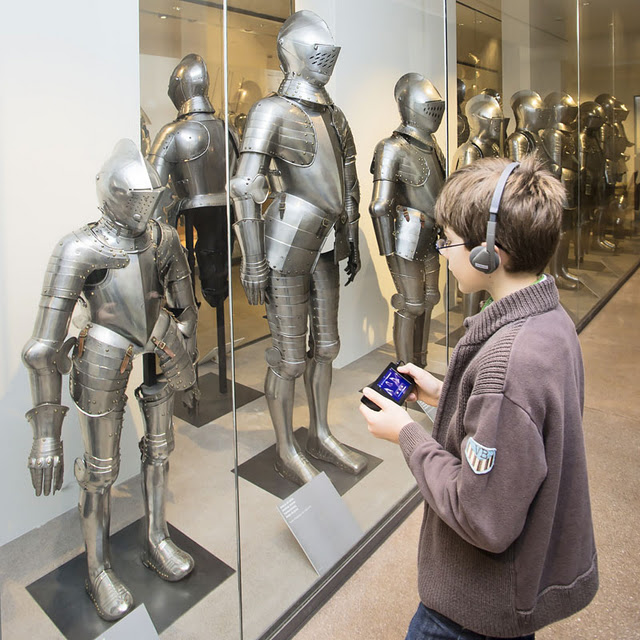
通过多媒体导览机参观盔甲展览厅©Paris, musée de l'Armée.jpg

### 多媒體導覽
視聽導覽設備提供大量以專題或時間順序設計的參觀路線，提供八種語言，包括普通話。租用視聽導覽設備可在購票─詢問服務台辦理；其中五條路線重新為青少年觀眾設計，目前只提供法語及英語。

### 圓頂教堂交互式導覽
2015 年 8 月新設的導覽設備。通過實景加強技術及交互式參觀路線，使參觀者在充滿趣味與互動性中自由探索圓頂教堂，其建築、藝術裝飾以及拿破崙陵墓。3D造型、動畫設計和360度可旋轉全景畫面幫助參觀遊客了解圓頂教堂的每個角落。
交互式導覽設備為 iPad Mini ，四種語言可供選擇，包括普通話。 參觀時長約為30至40分鐘。

### 青少年及家庭觀眾導覽及體驗活動
軍事博物館開設適合家庭和青少年兒童的參觀路線及體驗活動以認識博物館的珍藏，認識法國歷史，包括偵探遊戲、動手工作坊、故事導覽和主題參觀活動等。博物馆每天上午 10:00 至下午 6:00 开放。

## 榮軍院-法蘭西軍事博物館地圖
| Le plan de l'Hôtel des Invalides                                               | |
| 榮軍穹頂 聖路易榮軍教堂 法蘭西軍事博物館 微縮建築模型博物館 法國解放勳章博物館 | 國立傷殘老兵機構 榮軍院院長辦公樓 巴黎軍政長官公署 法國解放勳章監護人辦公樓 國立退役老兵及戰爭受害者辦公室 |

## 安葬於榮軍院的名人
- 拿破崙·波拿巴，法蘭西第一帝國皇帝。

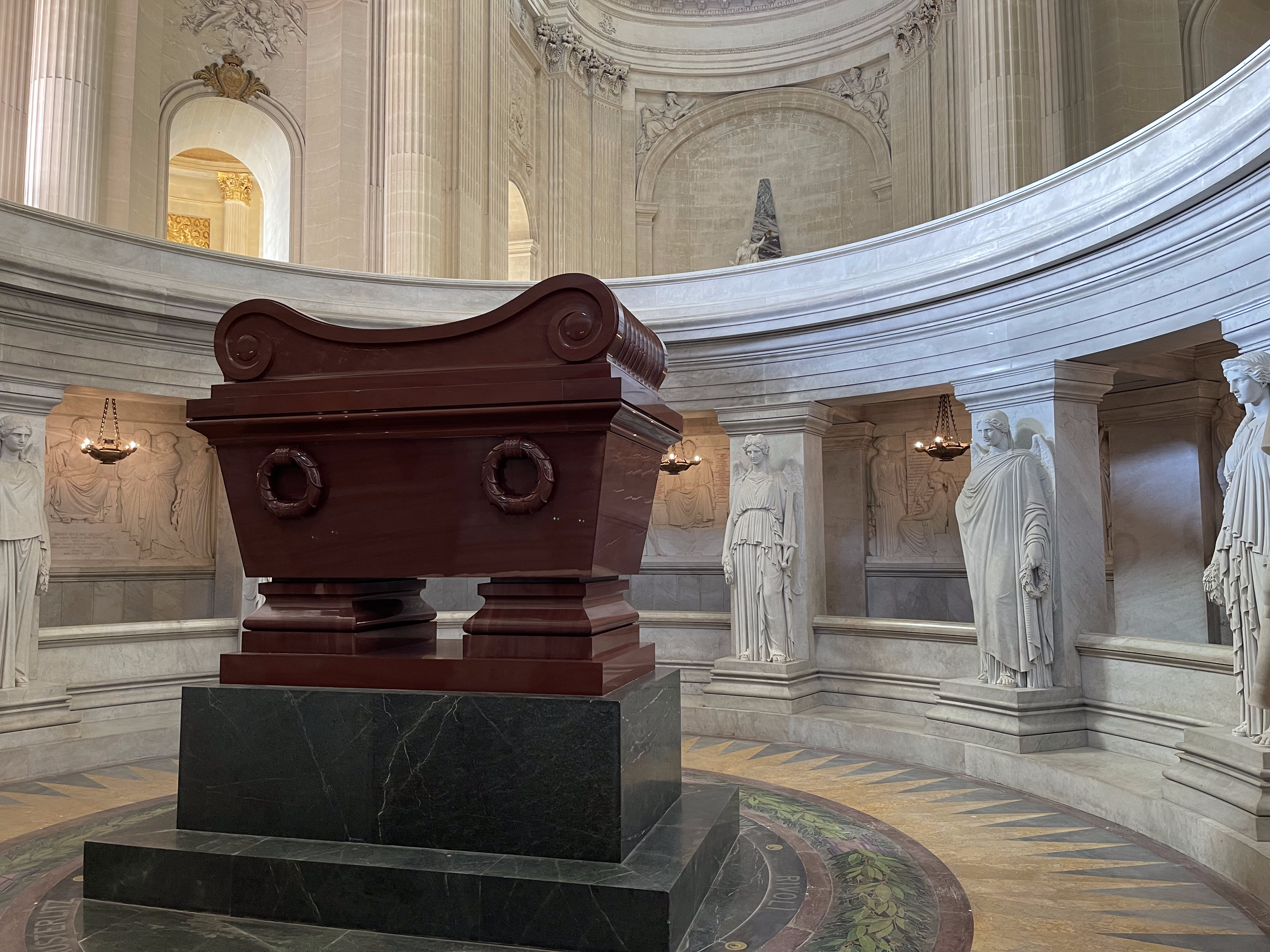
拿破崙一世陵墓

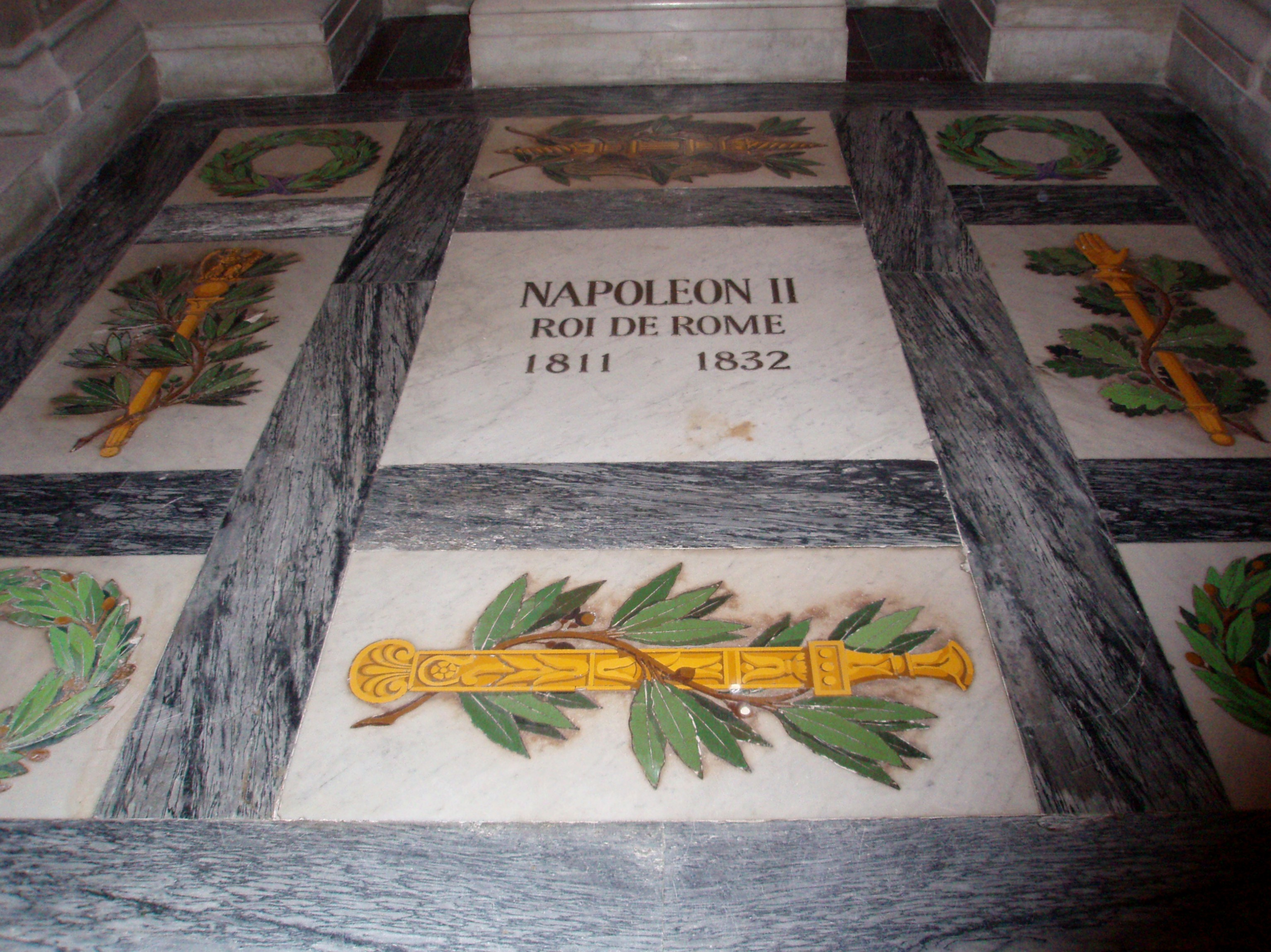
拿破崙二世陵墓

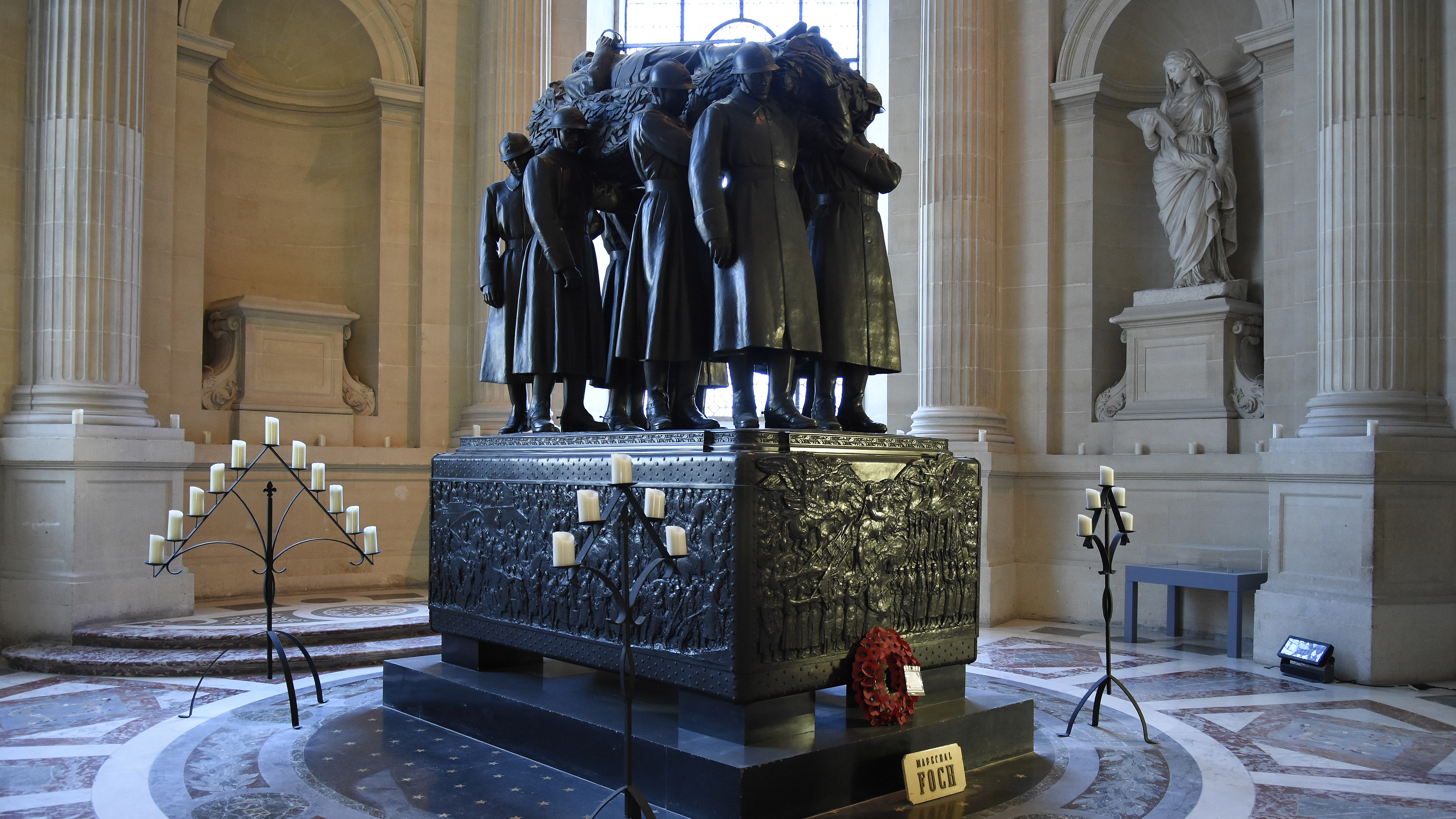
福煦元帥墓

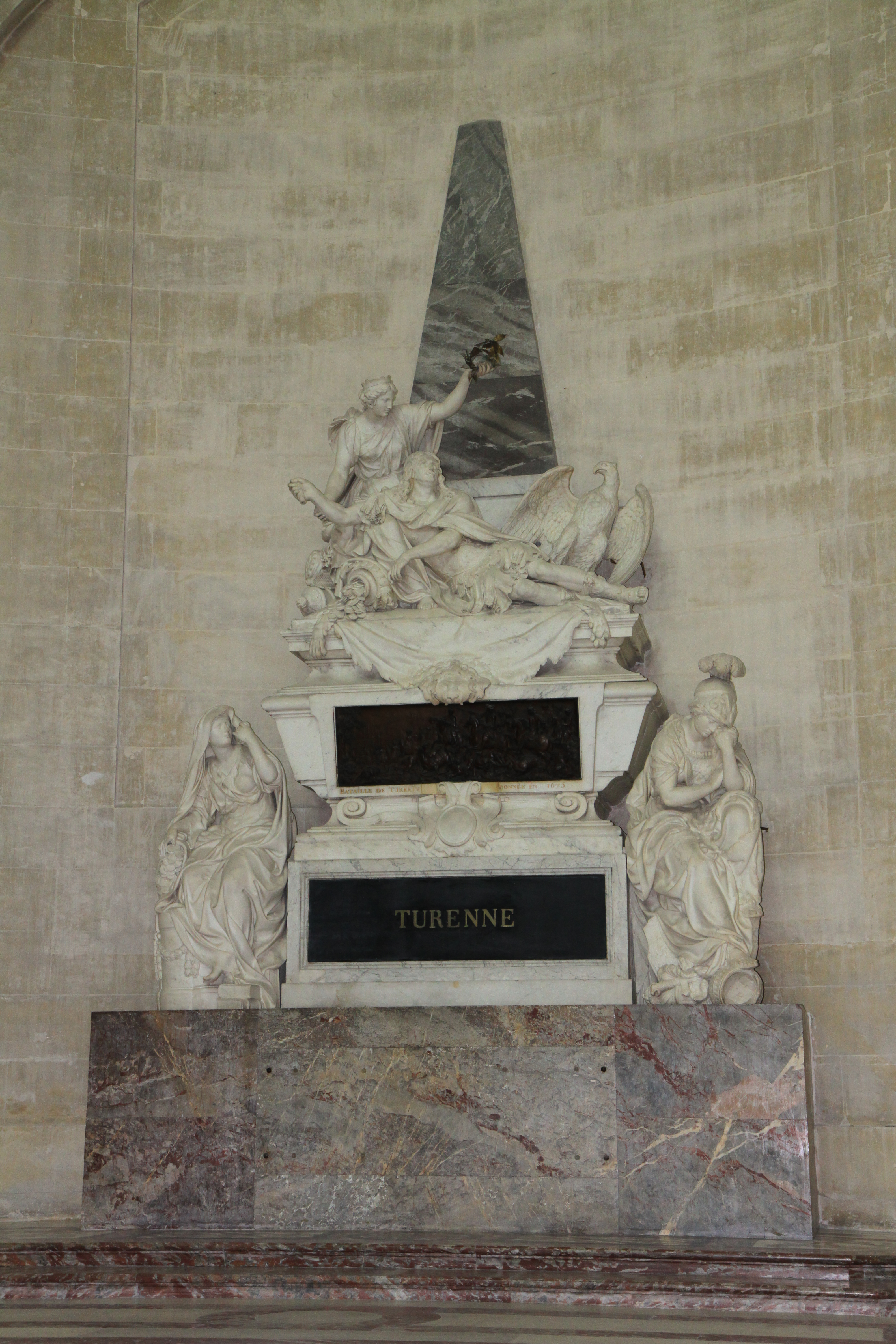
蒂雷納子爵墓

- 約瑟夫·波拿巴，西班牙國王，拿破崙一世的哥哥。
- 傑羅姆·波拿巴，法蘭西第一帝國元帥，拿破崙一世的幼弟。
- 拿破崙二世，拿破崙一世之子。
- 克洛德·約瑟夫·魯日·德·李爾，法國國歌《馬賽曲》的作者。
- 費迪南·福煦，第一次世界大戰時的協約國總司令。
- 蒂雷納子爵，法國大元帥。
- 塞巴斯蒂安·勒普雷斯特雷·德·沃邦，法國元帥，著名的軍事工程師。

## 外部連結
- 官方网站
- 3d model of interior of Les Invalides （页面存档备份，存于）